# Midfield
Midfield è un comune degli Stati Uniti d'America situato nella contea di Jefferson dello Stato dell'Alabama. Ha una popolazione di 5 365 abitanti, aggiornati al censimento del 2010.